# India Tower
El India Tower (anteriormente conocido como Park Hyatt Tower, también conocida como Dynamix Balwas Tower o Torre DB) fue un proyecto de rascacielos en Bombay, en el estado de Maharashtra, India. En enero de 2010, el Brihanmumbai de la Corporación Municipal dio luz verde a su construcción en un sitio ubicado en Maharshi Karve Road, líneas de la Marina, al norte del casco histórico de la ciudad.
Fue promovida por el grupo de bienes raíces DB Group y el arquitecto fue Foster + Partners. Desde su primera propuesta en 2007, había sido objeto de diseño y varios cambios de nombre.
A mediados de 2011 la construcción se detuvo por falta de dinero en la construcción, los inversores en el proyecto desaparecieron. Finalmente, el proyecto fue cancelado.

## Galería

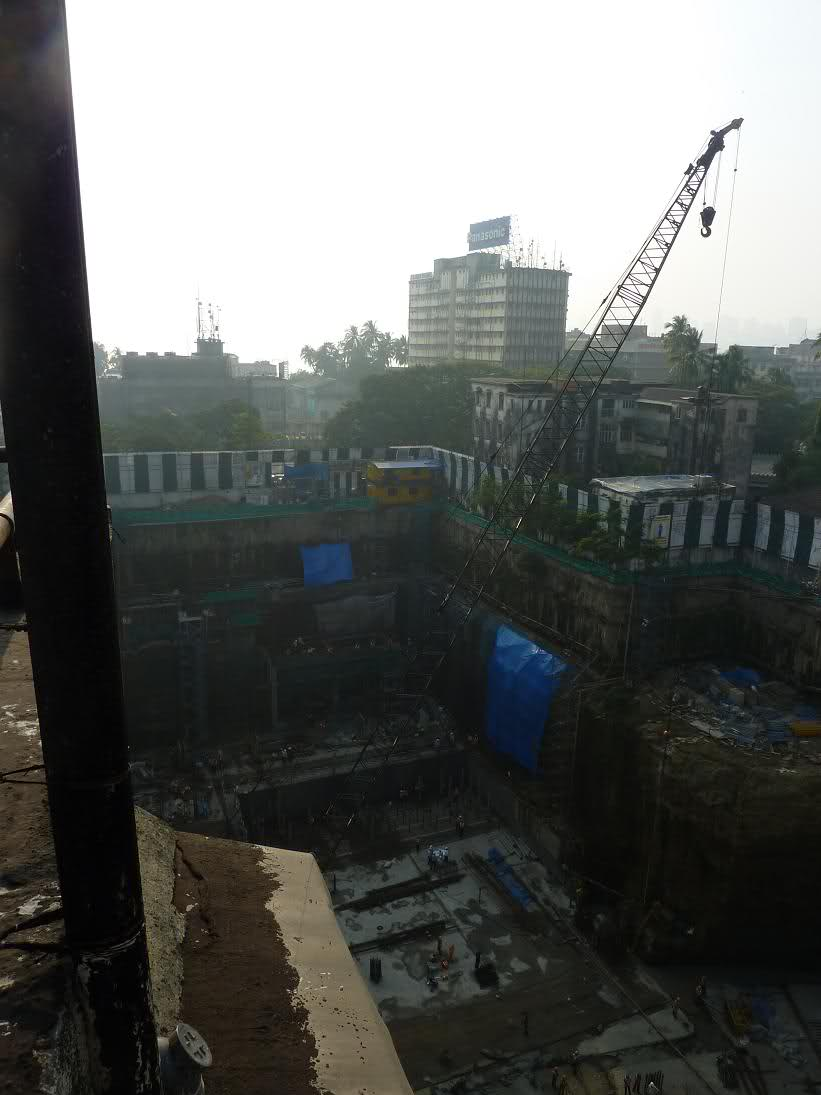
Enero de 2011